# Portrait de Paul III avec ses petits-fils
Portrait de Paul III avec ses petits-fils (en italien : Paolo III e i nipoti Alessandro e Ottavio Farnese) est un tableau peint par Titien en 1545-1546 et conservé au musée Capodimonte de Naples. Il représente le pape Paul III, assis au centre, entouré de deux de ses petits-fils : Octave, sur sa gauche, se prépare à lui baiser les pieds, tandis qu'Alexandre se tient derrière lui sur sa droite.
Le tableau est réalisé durant le séjour de Titien à Rome, entre l'automne 1545 et juin 1546. Il illustre la vieillesse du souverain pontife et les doutes qui entourent sa succession. Sur le plan technique, l'utilisation des couleurs est particulièrement frappante, avec le contraste entre des rouges profonds et le blanc des vêtements. La composition témoigne des relations complexes entre le pape et ses petits-fils.

## Contexte

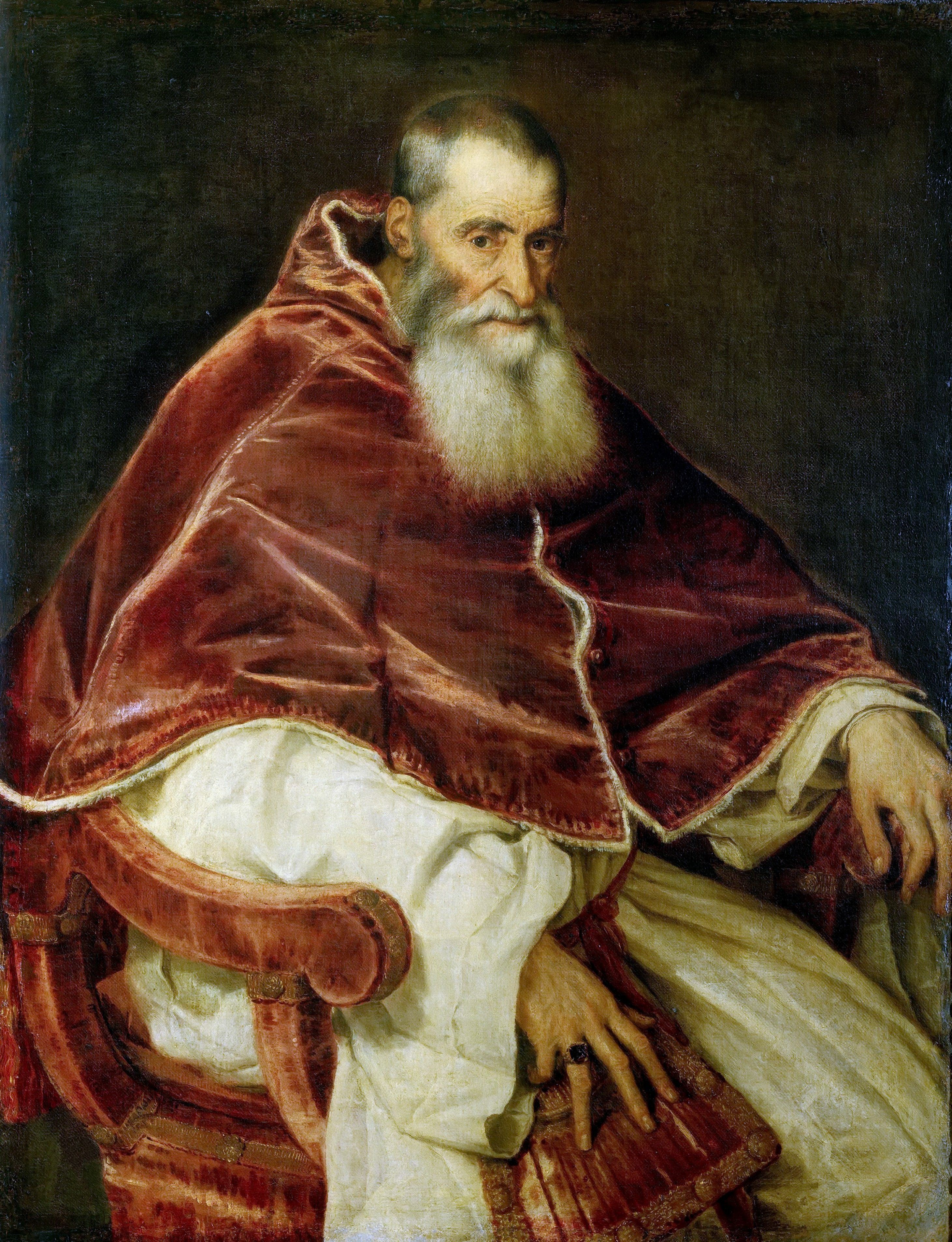
Titien, Portrait de Paul III (vers 1543).

Paul III, de son vrai nom Alexandre Farnèse, est le dernier pape nommé par les Médicis de Florence. Il n'a rien d'un homme de religion : ambitieux et carriériste, il a eu quatre enfants d'une concubine et profite de sa position pour s'enrichir et assurer à ses proches des postes importants. S'il a été élu pape, c'est bien pour ses instincts politiques : les Florentins ont besoin d'un allié comme lui dans leur lutte contre les ambitions françaises et espagnoles.
Dès son élection en 1534, Paul III commence à nommer ses proches à des postes importants. Son petit-fils Alexandre, le fils de son bâtard Pierre-Louis, devient cardinal à l'âge de quatorze ans. La tradition aurait voulu qu'il se marie pour perpétuer le nom des Farnèse, mais son frère cadet Octave n'aurait pu faire un cardinal acceptable, car il n'a que dix ans. L'âge avancé de Paul III (il est élu à 66 ans) n'incite guère la famille à attendre qu'Octave soit suffisamment âgé. Alexandre devient ainsi cardinal diacre : il n'est pas contraint de prendre les ordres majeurs, mais il doit faire vœu de chasteté et renoncer à ses droits de succession, qui passent à Octave. Ce dernier est nommé duc de Camerino en 1538 et épouse la même année Marguerite, la fille de l'empereur Charles Quint.
Le mariage d'Octave trouble Alexandre, qui peine à respecter son vœu de chasteté et rêve d'épouser une princesse, tandis que le népotisme dont faire preuve le pape à l'égard de ses petits-fils fait l'objet de nombreuses critiques. Paul III offre le fief de Parme et Plaisance à son fils Pierre-Louis en 1546, tandis qu'Octave est posté dans le nord de l'Italie au service de l'empereur. Pierre-Louis est assassiné l'année suivante et Octave s'empare du duché, contre la volonté de son beau-père l'empereur, qui le croit à l'origine du meurtre de son père, et de son grand-père le pape, qui souhaite que le duché de Parme et Plaisance reste un fief pontifical.
Titien est un ami personnel de Charles Quint. Paul III lui commande sans doute le tableau en signe d'allégeance à l'empereur. Au moment de son exécution, le pape est parvenu à convaincre Alexandre de rester cardinal, en lui promettant à mots couverts qu'il lui succèdera comme pape. La perte d'influence progressive des Médicis au profit de la France rend cette promesse vaine, ce dont Alexandre ne tarde pas à se rendre compte. Ses relations avec son grand-père s'en ressentent. De son côté, Octave se montre un chef militaire compétent, ce qui lui vaut de recevoir l'Ordre de la Toison d'or de l'empereur, mais ses succès lui montent à la tête, au point qu'il juge ne plus avoir de comptes à rendre. Il s'attire également la jalousie de certains membres de famille Farnèse.

## Commande
Titien bénéficie d'une réputation solide dans les années 1540, et il est le peintre de prédilection de la famille Farnèse : à partir de 1538, Paul III n'autorise personne d'autre que lui à le peindre, et il réalise également des portraits de Pierre-Louis et de ses enfants. Ces tableaux soulignent l'ascension sociale de leur famille et illustrent leurs ambitions politiques.
Titien n'aime pas voyager. Il ne rencontre ainsi Paul III pour la première fois qu'en 1543, lorsque le pape se rend en Italie du Nord à l'occasion de pourparlers avec l'empereur. À cette occasion, le pontife pose pour un premier portrait. Lorsque les Farnèse l'invitent à Rome pour qu'il réalise un nouveau portrait, Titien commence par décliner l'offre, mais il finit par accepter à une condition : il souhaite que son fils Pomponio, qui vient d'entrer dans les ordres, reçoive une église et des terres. Grâce à ses contacts avec le cardinal Alexandre, il obtient l'abbaye de San Pietro à Colle Umberto pour son fils. Dans une lettre de septembre 1544, il assure le cardinal de sa visite prochaine, mais ce n'est qu'en octobre 1545 qu'il arrive à Rome. Accueilli en grande pompe, il est installé dans des appartements sur le Belvédère. En fin de compte, le tableau reste inachevé. Titien l'abandonne probablement une fois qu'il a obtenu ce qu'il voulait pour son fils.

## Description
Ce portrait reflète les intrigues de cour de son époque. L'arrière-plan rouge sombre et les larges coups de pinceau forment une atmosphère tendue, qui reflète les relations délicates entre Paul III et ses courtisans. La toile est divisée en deux parties qui se distinguent par leurs couleurs et leurs tons, séparée par une diagonale reliant le sommet du rideau au bas des chausses d'Octave, en bas à droite. À gauche de cette ligne, les couleurs dominantes sont le rouge sombre et le blanc ; à droite, les tons sont davantage bruns et blancs. Les couleurs se répondent entre elles : le rouge des robes du pape fait écho au velours de son fauteuil et au rideau qui le surplombe. C'est à cette composition que le tableau doit sa luminosité dramatique, à laquelle contribue également la méthode particulière employée par Titien pour élaborer les tons : il part d'un fond sombre et ajoute les teintes les plus claires avant les plus sombres. Ce « tour de force de colorisation symphonique » marque un sommet dans son utilisation des pigments rouge et ocre. Il utilise également plusieurs tailles de pinceau : de grands coups de pinceau donnent naissance aux robes du pape, mais sa mozzetta (cape), son visage et sa main sont représentés avec minutie à l'aide de pinceaux plus petits, et les poils de sa barbe sont dessinés un par un.

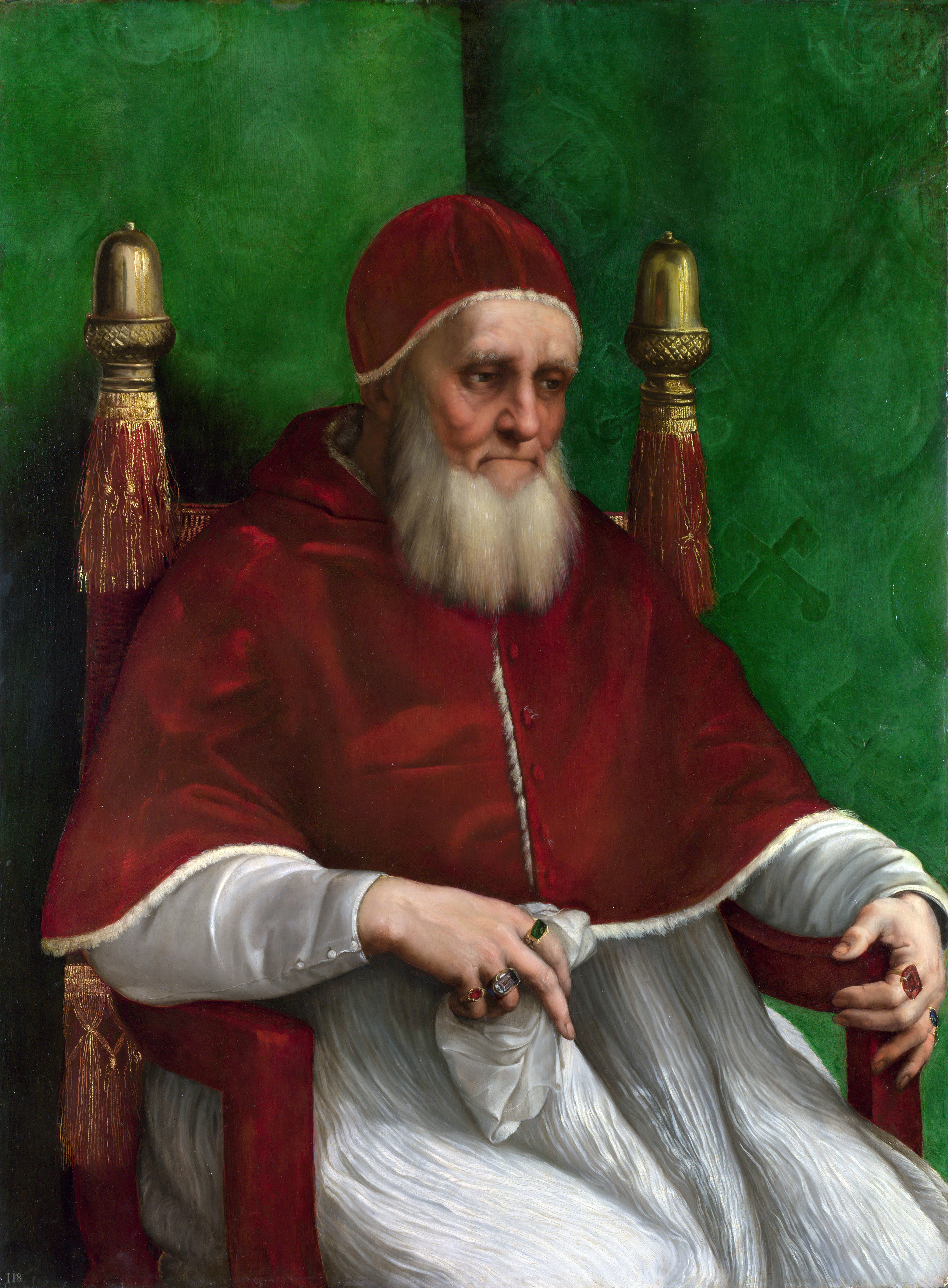
Raphaël, Portrait du pape Jules II (1511-1512).

Âgé, malade et fatigué, Paul III jette un regard accusateur à son petit-fils Octave. Son camauro (chapeau) dissimule sa calvitie, mais d'autres signes trahissent son âge : le long nez, les yeux noirs, les épaules affaissées et la barbe longue et inégale. Comparé à son portrait de 1543, le pape semble singulièrement plus âgé. La pendule posée sur la table à côté de lui renforce cette impression : en rappelant l'écoulement inexorable du temps, elle constitue une sorte de memento mori. La présence de ses petits-fils rappelle que la succession du vieux pape était l'une des raisons derrière la commande du tableau.
Malgré cela, Paul III reste un patriarche puissant et vigilant. Bien qu'il soit situé vers le bas du tableau, l'angle de vue choisi par Titien force le spectateur à lever les yeux vers lui, comme pour lui témoigner son respect. Le pontife est vêtu en grande pompe : ses manches doublées de fourrure témoignent de son statut, et la mozzetta qui lui recouvre les épaules ajoute à sa présence physique. D'après l'historienne de l'art Jill Dunkerton, le peintre a réussi à capturer dans son regard perçant « ses yeux étincelants, mais […] pas son génie ».
Les couleurs du tableau et sa dynamique ont suscité des comparaisons avec deux tableaux de Raphaël : Portrait du pape Jules II (1511-1512) et Portrait du pape Léon X (1518-1519). Titien s'inspire clairement de son prédécesseur en faisant ressortir la vieillesse du pape avec davantage de réalisme que de déférence. Cependant, il s'en écarte sur un point crucial : alors que les souverains pontifes de Raphaël sont plongés dans leurs pensées, Titien capture Paul III dans une humeur calculatrice, inquiète mais impitoyable.

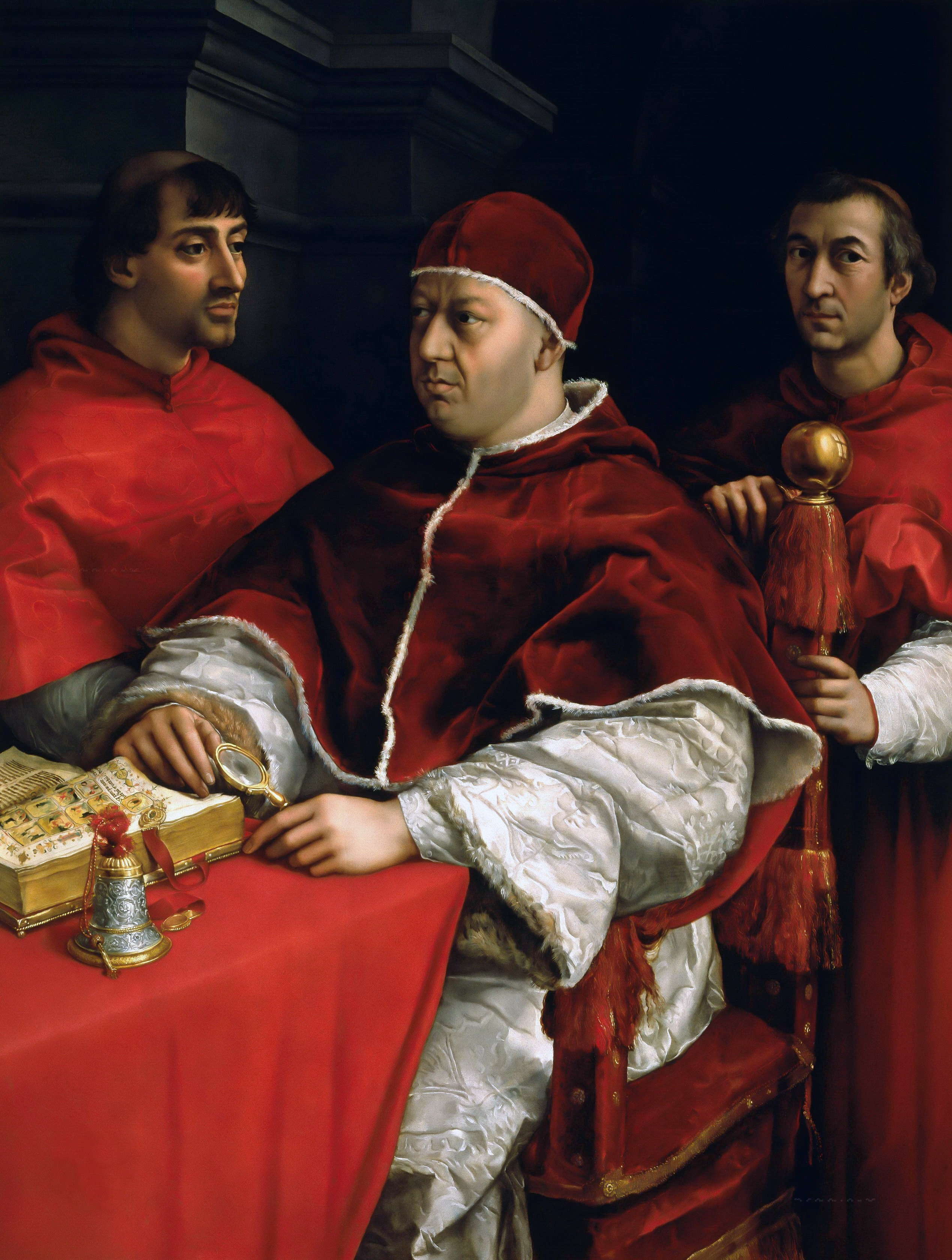
Raphaël, Portrait du pape Léon X (1518-1519).

Les petits-fils du pape sont représentés de manières opposées. Alexandre est dans une position protocolaire et porte des habits de couleurs similaires à ceux du pontife, alors que les vêtements d'Octave sont dans les tons bruns de la moitié droite du tableau, ce qui le sépare physiquement du pape. Il se trouve dans une position moins confortable que son frère, mais dépeinte de manière plus naturaliste. Grand et musclé, Octave s'apprête à embrasser les pieds du pape en guise de salutation. La chaussure de Paul III, ornée d'une croix, dépasse de sa robe pour signaler cette cérémonie. Octave a beau pencher la tête, son expression sévère trahit ses véritables sentiments : il ne fait que suivre le protocole et n'éprouve aucune réelle timidité à l'égard de son grand-père. De son côté, Alexandre semble distrait, songeur. Sa main est refermée autour du pommeau du siège de son grand-père, de la même manière que le futur Clément VII tient le siège de Léon X dans le tableau de Raphaël : il trahit ainsi son désir d'héritage. Alexandre semble ainsi mieux placé qu'Octave pour succéder à leur grand-père : sa posture rappelle les représentations traditionnelles de l'apôtre Paul ; sa main est levée comme dans un geste de bénédiction. Une analyse aux rayons X a permis de découvrir qu'il était positionné à l'origine plus loin sur la gauche du pape, et qu'il a été rapproché de son siège par la suite, probablement à sa demande.
Le tableau est inachevé : plusieurs détails manquent, notamment la main droite du pape. D'autres zones sont encore uniformes et toujours occupées par le travail préparatoire. Il manque bon nombre des touches finales caractéristiques de Titien : la fourrure des manches du pape ne présente pas les coups de pinceau blancs qui figurent sur le portrait de 1543, et le vernis final est également absent.

## Conservation
Laissé inachevé par Titien, le tableau reste pendant un siècle dans un grenier chez les Farnèse, jamais encadré ni accroché. La reine d'Espagne Élisabeth Farnèse (1692-1766), héritière de la collection d'objets d'arts d'Alexandre, la transmet à son fils Charles. Durant la guerre de Succession de Pologne, Charles conquiert les royaumes de Sicile et de Naples et transfère la collection Farnèse à Naples. Il fait construire le palais royal de Capodimonte en 1738 pour abriter ces œuvres d'art. Le musée Capodimonte devient un musée national en 1950, et la section Farnèse abrite toujours le tableau de Titien,.

## Exposition
Cette peinture est exposée dans le cadre de l'exposition Naples à Paris. Le Louvre invite le musée de Capodimonte au musée du Louvre du 7 juin 2023 au 8 janvier 2024.